# Xamar
Juan Carlos Etxegoien Juanarena Xamar (casa Xamarrena de Garralda, Navarra, 27 de noviembre de 1956), profesor y escritor navarro en lengua vasca.

## Biografía
Es más conocido como Xamar, una derivación del nombre de la casa Xamarrena, donde nació. El sufijo -ena significa "casa de", por lo que el nombre de su casa natal significaría "Casa de Xamar".
Estudió Magisterio y ha trabajado principalmente como profesor de una ikastola. Participó en la creación de la asociación Zenbat Gara de Bilbao, destinada a impulsar la lengua vasca en la capital vizcaína y es miembro de la fundación cultural Euskokultur.

## Carrera literaria
Ha escrito varios libros sobre la historia del euskera y también ha publicado nuevas teorías sobre el problema de las lenguas, especialmente los planteamientos ecolinguísticos de José María Sánchez Carrión Txepetx, que en 1987 publicó un libro de gran importancia según Xamar: Un futuro para nuestro pasado. Claves de la recuperación del Euskara y teoría social de las lenguas.
Su obra más conocido es Orhipean: Gure herria ezagutzen (1992) una obra didáctica sobre la historia, geografía, costumbres, escrita originariamente en euskera y que posteriormente fue traducida al castellano, con dos ediciones: Desde el Orhy. Conocer el país del euskara (1996) y Orhypean. El país del euskara (2005); al inglés, Orhypean. The Country of Basque (2006), al francés, Orhypean. Le pays de la langue basque (2010) y al catalán, Orhypean. El pais de la llengua basca (2012).
Obras posteriores son 1898, Garralda (Fundación Pablo Mandazen, 1998) y Orekan. Herri eta hizkuntzen ekologiaz (Pamiela, 2001).Este tercer trabajo trata sobre las relaciones entre el hombre y el lenguaje, en la que se hace eco de las teorías de José María Sánchez Carrión.
En 2009 se publicó Vascos: su lengua a través de la historia la versión en castellano de Euskara Jendea, una aproximación a la evolución de la lengua de los vascos a través de la historia.
Interesado en la lengua y los temas relacionados con ésta, ha impartido varios cursos, centrándose en que la lengua es el centro de la vida del pueblo. Actualmente es miembro del patronato de Euskokultur, entre otros.
En 2019 ganó el Premio Euskadi de Ensayo por su obra Etxera bidean.

## Premios
- 2019. Premio Euskadi de Ensayo por Etxera bidean.[5]
- 2019. Premio ARGIA de radio por Euskara Jendea irrati saioa.

## Obra
- Orhipean: Gure herria ezagutzen (1992, Pamiela)
- 1898, Garralda (1998, Fundación Pablo Mandazen)
- Orekan: Herri eta Hizkuntzen ekologiaz (2001, Pamiela)
- Euskara jendea: Gure hizkuntzaren historia, gure historiaren hizkuntza (2006, Pamiela)
- Euskara Jendea: Gure hizkuntzaren historia, gure historiaren hizkuntza. Dokumental. 6 DVD. (2013, Asociación Ibaizabal Mendebalde - Asociación Zenbat Gara)
- Etxea. Ondarea, Historia, Mintzoa (2016, Pamiela - Erroa)
- Etxera bidean (2018, Pamiela)